# Forcipomyia episcopus
Forcipomyia episcopus är en tvåvingeart som beskrevs av Debenham 1987. Forcipomyia episcopus ingår i släktet Forcipomyia och familjen svidknott. Inga underarter finns listade i Catalogue of Life.